# Химик (футбольный клуб, Уварово)
«Химик» — российский футбольный клуб из города Уварово Тамбовской области. Провёл два сезона в профессиональных соревнованиях (1993—1994).

## История
О дате основания клуба сведений нет[уточнить], в начале 1990-х годов играл в соревнованиях невысокого уровня. Представлял Уваровский химический завод. Выступал на стадионе «Химик», датой строительства которого считается 1987 год, первый матч на стадионе был проведён между командами Уварова и Жердевки.
В 1992 году «Химик» выступал в первенстве России среди КФК, принимал участие в финальном турнире.
В 1993 году клуб выступал во второй лиге первенства России, где занял 14-е место среди 18 участников своей зоны. На следующий год выступал во вновь созданной третьей профессиональной лиге, где занял предпоследнее место в зональном турнире, после этого прекратил участие на профессиональном уровне. Выступления «Химика» в 1994 году отмечены крупными поражениями от «Зенита» Пенза (0:6), «Волги» Балаково (1:6), «Нефтяника» Похвистнево (1:6), СКД Самара (1:6), «Салюта» Саратов (0:5), «Сокола»-Д Саратов (0:5). В 1993 году клуб добивался крупных побед над командами «Дон» Новомосковск (4:1), «Химик» Дзержинск (3:0). В пятой зоне третьей лиги «Химик» был в числе команд с наименее приспособленными для игры полями, однако при этом обладал лучшим гостиничным комплексом для приёма гостей.
В Кубке России провёл один матч в сезоне 1994/95, уступив дома тамбовскому «Спартаку» со счетом 0:2.
Тренировали команду в этот период Геннадий Матвеев (1992—1993) и Лев Дроздов (1994).
Среди заметных игроков профессионального состава команды — Олег Бутузов, лучший бомбардир клуба в 1992 году (18 голов) и 1993 году (11 голов); Игорь Брагин, игравший в Финляндии, Германии и дубле воронежского «Факела»; братья Александр и Сергей Антиповы — игроки резервных составов московских «Локомотива» и ЦСКА, в дальнейшем выступавшие в мини-футболе; Михаил Пастухов — играющий тренер клуба, проведший более 300 матчей за разные клубы во второй лиге; Александр Зарицкий и Игорь Русанов, имеющие на своём счету более 300 матчей в профессиональном футболе, и др.
Есть сведения о дальнейшем существовании «Химика» до конца 1990-х годов. В начале XXI века город был представлен клубом «Привет», ставшим двукратным бронзовым призёром чемпионата Тамбовской области (2000, 2001). С конца 2000-х годов в областных соревнованиях выступала команда «Уварово» (в 2019 году — «Суворово»). Однако сведений о преемственности команд нет.

## Результаты выступлений в ПФЛ
| Сезон | Турнир              | Место    | Примечание                       |
| ----- | ------------------- | -------- | -------------------------------- |
| 1993  | Вторая лига, зона 3 | 14 из 18 | Вылет в Третью лигу              |
| 1994  | Третья лига, зона 5 | 16 из 17 | Потеря профессионального статуса |